# BB 16500
,,
Les BB 16500 sont des locomotives électriques de la SNCF fonctionnant sous une tension d'alimentation de 25 kV en courant alternatif monophasé 50 Hz.
Commandées à partir de 1954 dans le cadre de l'électrification des lignes radiales de Paris vers le nord et l'est de la France, elles sont livrées entre 1958 et 1964 à raison de 294 exemplaires, ce qui fait d'elles la plus importante série de locomotives électriques mises en service par la SNCF. Cette série de machines polyvalentes parcourt toutes les lignes du quart nord-est de la France en tête de rames omnibus ou de trains de marchandises, descendant jusque dans le Jura (Dole-Vallorbe) ou s'aventurant sur les côtes de la Manche (vers Cherbourg ou Le Havre). Certains exemplaires opèrent également sur les lignes des banlieues Nord et Est de Paris. Victimes de la concurrence de séries plus récentes et de l'inconfort de leurs cabines de conduite, les locomotives sont toutes radiées entre 2001 et 2011.
Trois unités sont préservées, l'une étant exposée sur une place de la commune de Magenta (Marne), trois autres vendues aux chemins de fer roumains.

## Genèse de la série
Dans la seconde partie des années 1950, la ligne Paris – Lille est électrifiée en courant alternatif monophasé. Les radiales partant de l'est de la France vers Paris sont également sous tension. Le parc des locomotives de vitesse est constitué des BB 16000, synthèse des qualités motrices des BB 12000 mises en service sur Valenciennes ― Thionville en 1954 et des caisses des BB 9200 dont les premières circulent depuis 1957 sur les lignes reliant Paris à Lyon, Toulouse et Bordeaux.
En 1954, les études pour la conception d'une locomotive affectée au service mixte (voyageurs-marchandises) sont lancées sous la conduite de Louis Armand et de Fernand Nouvion. Le cahier des charges stipule que ces locomotives de 2 000 kW auront une masse d'environ 60 t, qu'elles ne doivent être équipées que d'un moteur par bogie et disposer d'un double rapport d'engrenages limitant la vitesse à 90  ou   150 km/h selon l'utilisation de l'engin. Le projet d'Alsthom est finalement choisi, de préférence à celui de MTE, constructeur des BB 16000.

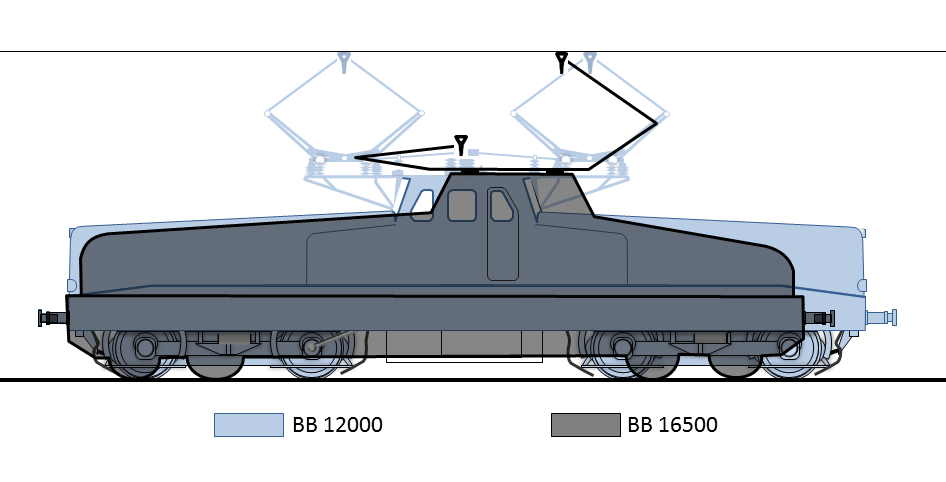
Première esquisse des BB 16500.

Une première esquisse, non retenue, donne aux locomotives un aspect assez voisin de celui des BB 12000, avec une unique cabine encadrée par deux capots moteurs de longueur différente, conférant à la locomotive une longueur totale de 14,210 m. Le projet évolue toutefois : la formule monocabine, si elle simplifie le câblage de la locomotive, interdit le fonctionnement en unités multiples et les BB 16500 seront des locomotives de configuration plus « classique » à deux cabines. Les performances s'établissent en définitive à 100  et   140 km/h pour une puissance continue de 2 580 kW et une masse de 74 t ; l'augmentation de puissance permet une vitesse un peu plus grande en rapport marchandises mais la souplesse excessive des suspensions limite la vitesse maximale en rapport voyageurs ; la refonte de l'architecture générale s'accompagne d'une augmentation significative de la masse, qui semble avoir été nettement sous-évaluée dans l'étude préliminaire, et d'un léger accroissement de la longueur.

## Description

### Caractéristiques techniques
Les BB 16500 sont des machines monophasées 25 kV/50 Hz, de moyenne puissance, construites dans les usines Alsthom de Belfort.
Les locomotives sont constituées d'un châssis qui supporte les deux cabines de conduite et trois capots amovibles, chacun d'entre eux comprenant une partie des faces latérales et de la toiture et les capots extrêmes supportant les pantographes. La forme de la caisse, longue de 14,40 m, s'inspire de celles des premières CC 7100. Elle comporte, lors de la mise en service des locomotives, des vitrages de cabine permettant une large vision panoramique grâce à des vitres d'angle qui sont toutefois remplacées par des montants en tôle entre 1965 et 1970 au fil des révisions des locomotives.
La chaîne de traction reprend une grande partie des éléments déjà utilisés sur les BB 12000 et 16000. Les redresseurs, deux ignitrons à vapeur de mercure, alimentent les moteurs de traction en courant redressé et lissé. Au fil des livraisons et des améliorations techniques, les ignitrons sont remplacés par d'autres types de redresseurs, puis finalement par des diodes au silicium ; ce dernier type, plus performant, est en définitive appliqué à l'ensemble de la série à la faveur des révisions.
Comme prévu au cahier des charges, les bogies monomoteurs à empattement court (1,608 m) disposent d'un changement de rapport d'engrenages manœuvrable à l'arrêt, dispositif qui a parfois tendance à se bloquer ; trois types de réducteurs, aux rapports légèrement différents, équipent les locomotives. La première moitié de la série (BB 16501 à 16654) dispose d'une suspension par béquilles de rappel élastiques et pivots alors que les autres locomotives (BB 16655 à 16794) possèdent une suspension pendulaire,. Pour améliorer le confort en cabine, le montage d'une suspension à double étage, en remplacement des dispositifs en place, concerne 120 locomotives de 1998 à 2003.
Les BB 16500 sont construites à 294 exemplaires en six ans. Elles sont commandées en plusieurs tranches successives, au fur et à mesure de la progression des électrifications sur le Nord et l'Est. Elles constituent en 2021 la plus importante série de locomotives électriques commandée par la SNCF. Il s'agit en outre de la première série des « BB Alsthom » dont la famille comprend aussi 146 BB 8500 (dont certaines transformées en BB 88500 ou BB 8700), 105 BB 17000, 13 BB 20200 et 194 BB 25500.

### Livrées
Les BB 16500 arborent, tout au long de leur carrière, une grande variété de livrées, certaines ne concernant que quelques exemplaires, parfois très temporairement.
Les premières BB 16500 qui sortent d'usine sont uniformément vertes, sans aucune décoration. Les suivantes sont mises en service en livrée vert bleuté clair avec un bandeau vert celtique en bas de caisse mais le vert bleuté clair est rapidement transformé en vert bleuté foncé. En 1970-71, et comme leurs cousines les BB 8500, BB 17000 et BB 25500, elles adoptent une robe vert foncé rehaussé de bandes blanches sur les faces latérales, en encadrement des persiennes de ventilation elles-mêmes peintes en gris foncé ainsi que sur les faces frontales sous forme de moustaches. Les marquages sont jaune jonquille. Les BB 16595 et 16625, radiées le 26 mars 2002 et le 15 décembre 2003, sont les dernières machines à avoir conservé cette livrée jusqu'à la fin de leur carrière.
La livrée « béton », grise à bandeaux orange, s'impose sur de très nombreux engins moteurs de la SNCF, dont 278 BB 16500, à partir des années 1980.
À titre expérimental, les BB 16604 et 16789 sont décorées entre 1992 et 1998 de la « livrée Arzens », composée de gris et de « brun havane » pour l'une, gris et « vert garrigue » pour l'autre, avec des moustaches frontales orange. Sans autre développement sur les BB 16500, cette livrée est appliquée avec succès à de nombreuses BB 9400,.
Les cinq BB 16500 des « rames dromadaires », affectées aux TER Picardie, sont peintes en gris béton avec des faces frontales et l'encadrement des persiennes vert perroquet.
Sept des 156 machines dédiées à l'activité Fret reçoivent, au début des années 2000, la livrée spécifique de vert, gris et blanc disposés en « tranche napolitaine ».
La BB 16583, radiée le 8 octobre 2009, est la seule à avoir revêtu la livrée « Île-de-France », bien plus répandue chez les BB 17000.

Livrées des BB 16500
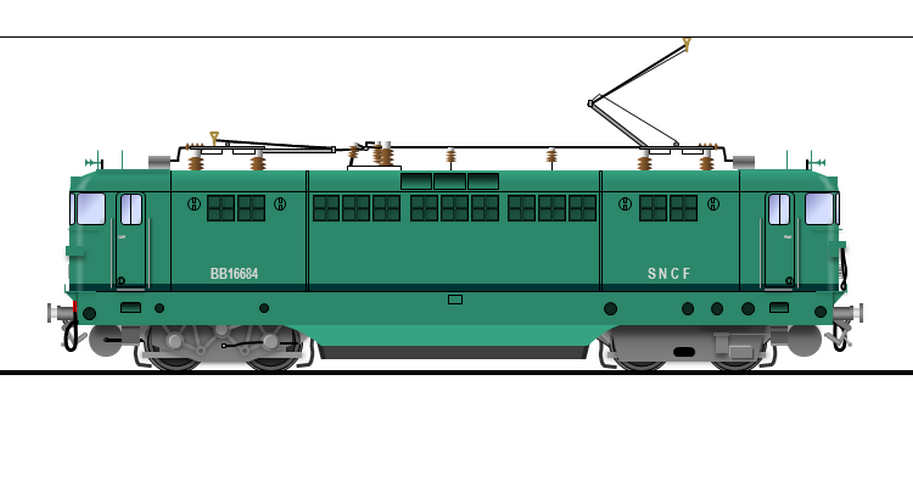
BB 16684, livrée vert bleuté foncé à bandeau vert celtique.
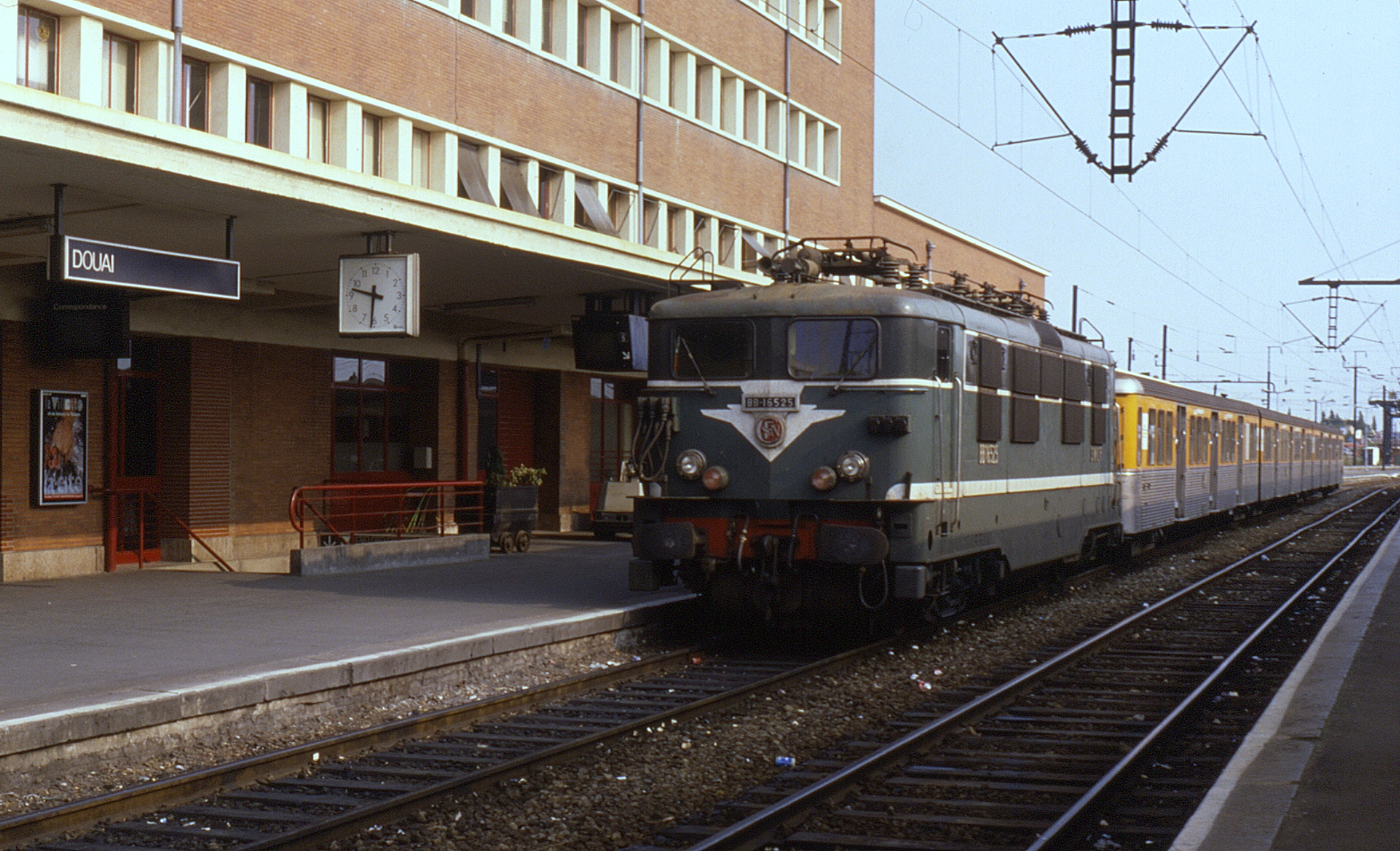
BB 16525, livrée verte retouchée (Douai, juillet 1990).
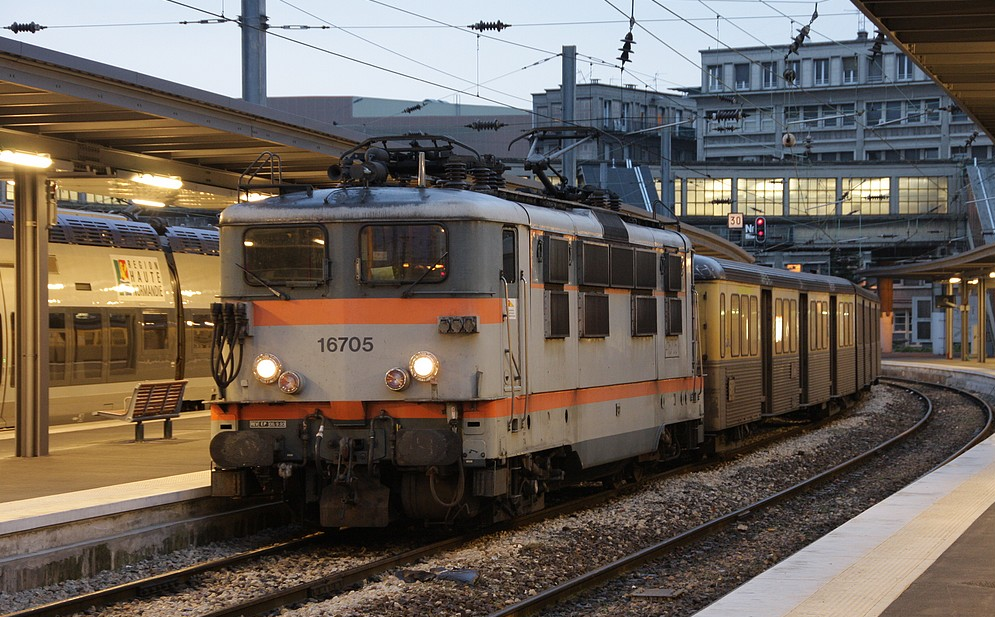
BB 16705, livrée béton (Amiens, 2009).
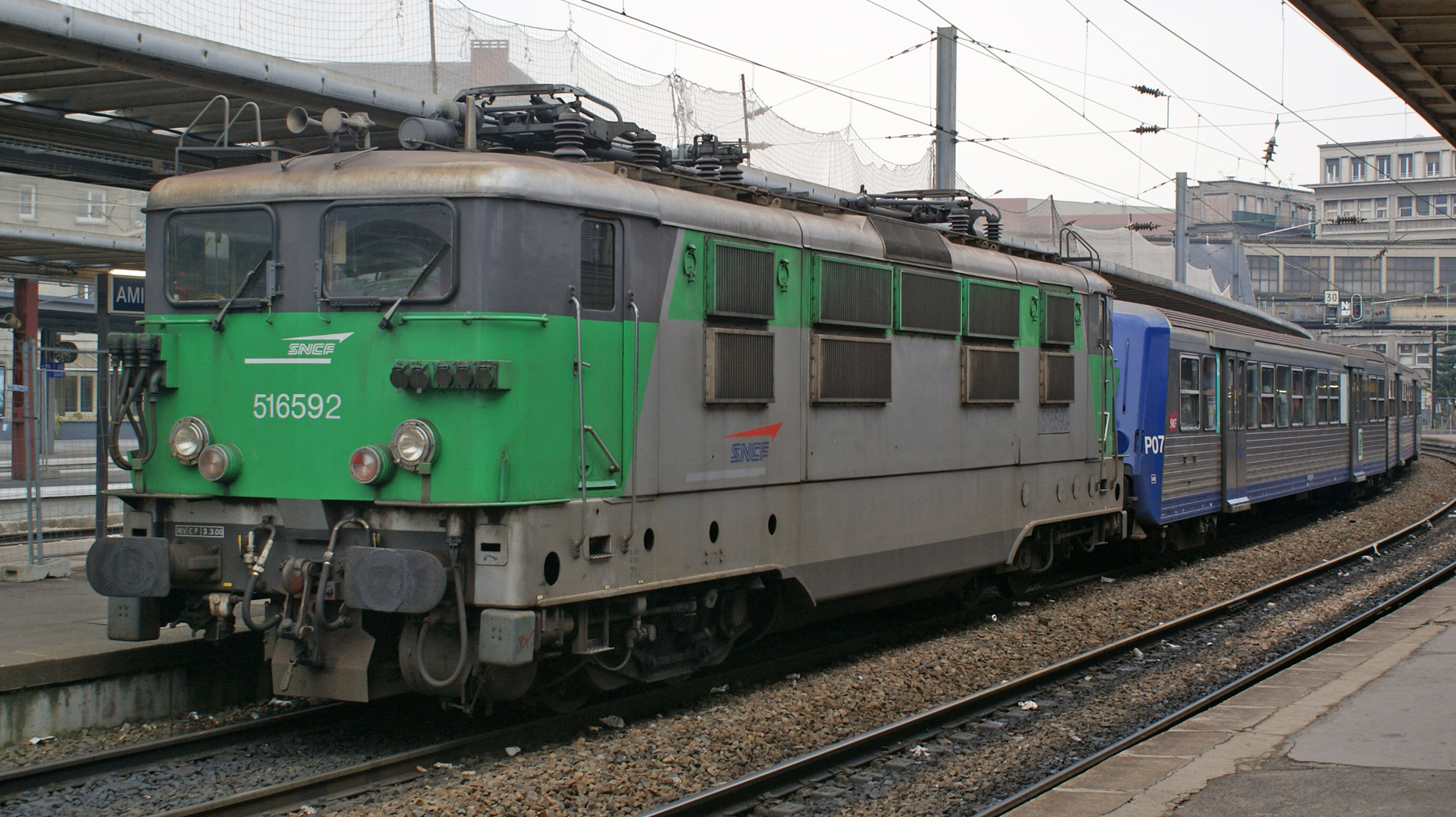
BB 16592, livrée TER Picardie (Amiens, 2009).
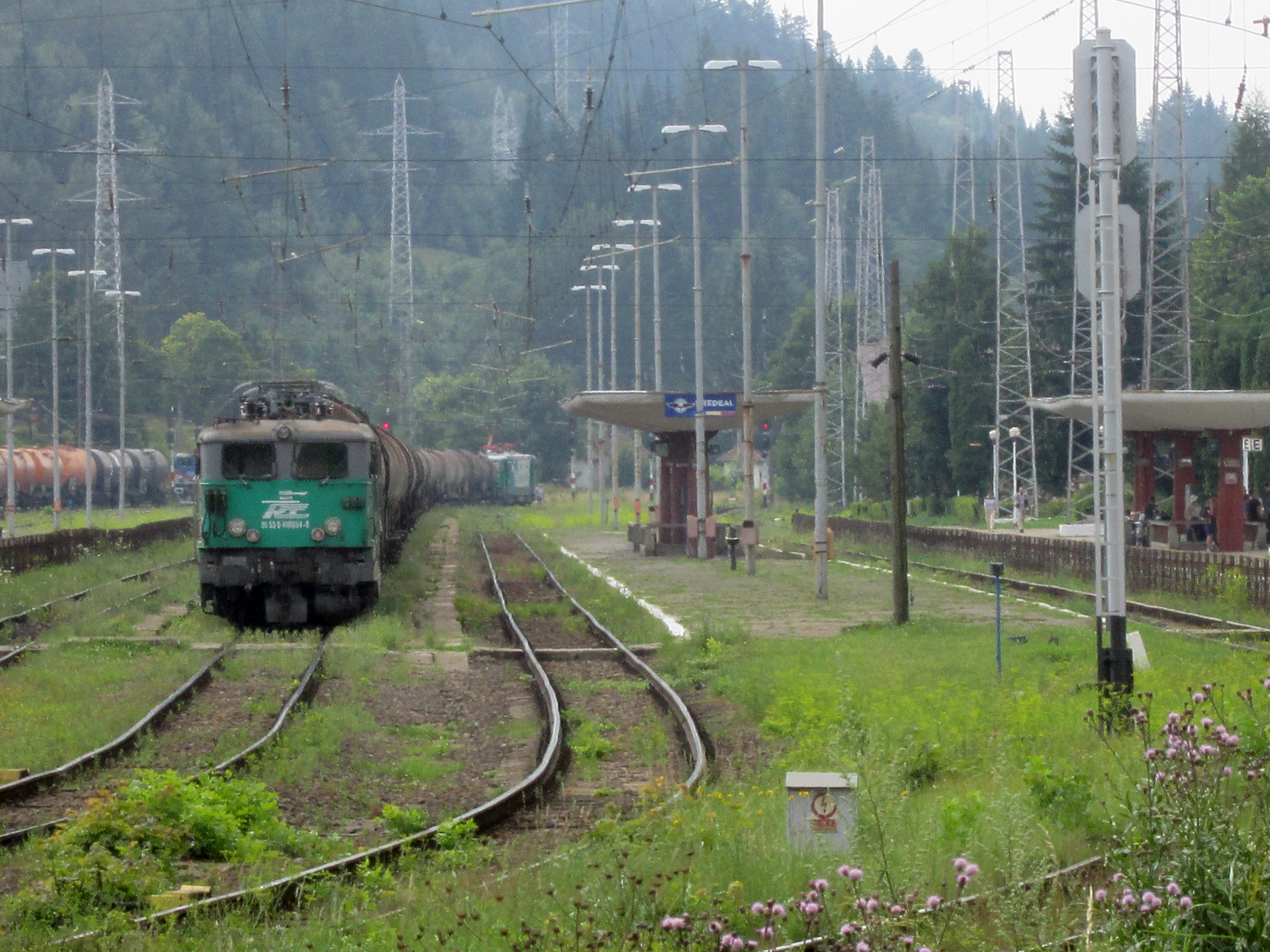
BB 16500, livrée Fret (Predeal, Roumanie, 2016).

## Carrière

### Montée en puissance et apogée
La livraison des BB 16500 s'échelonne du 25 juillet 1958 pour la BB 16501 affectée au dépôt de Strasbourg jusqu'au 26 novembre 1964 pour la BB 16794 mise en service à Paris-La Chapelle.

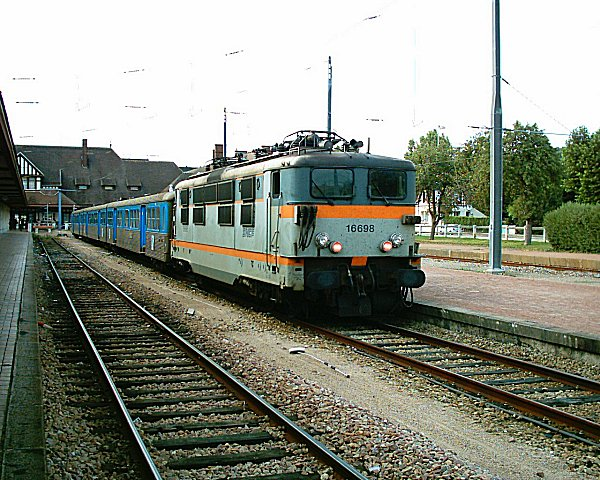
BB 16698 en gare de Trouville - Deauville (2004).

Les premières machines sont engagées en 1958 sur la relation Luxembourg – Metz – Strasbourg – Bâle où leurs performance sont d'emblée supérieures aux exigences du cahier des charges puis sur la banlieue nord de Paris, dont les lignes viennent d'être électrifiées. Leur rayon d'action s'étend rapidement au fil de la mise sous tension du réseau nord-est. En 1965, un contingent est attribué à Dole où les BB 16500 prennent en charge des trains internationaux comme l'Orient-Express, parfois en double traction.
Fin 1964, la série est au complet et le réseau nord-est étant totalement électrifié, les BB 16500 assurent des prestations très variées sur un secteur allant de Dunkerque à Paris et à Vallorbe. Toutefois, les BB 25500, locomotives bi-courant héritières des BB 16500, s'installent sur les lignes jurassiennes et commencent à les remplacer dès le printemps 1965, les supplantant totalement en 1968. En région parisienne, les nouvelles BB 17000, elles aussi dérivées des BB 16500, prennent en charge une grande partie des trains de la banlieue nord à partir de 1965. Les BB 16500 trouvent alors de nouveaux débouchés sur les lignes de l'Ouest de la France, vers Le Havre, Deauville et Cherbourg.

### Déclin
Les BB 16500, peu appréciées par les agents de conduite en raison de l'inconfort lié à leur suspension trop souple ainsi qu'au faible empattement de leurs bogies, d'où leur surnom de « danseuses », effectuent pourtant un service diversifié au cours de leur carrière : trains de voyageurs omnibus, trains de marchandises de tous types, y compris trains-cargos de plus de 3 000 t. Le déclin de la série commence à la fin des années 1990, sur le réseau Transilien Paris-Est, avec l'ouverture de la ligne E du RER. Les rames qu'elles tractaient ont été remplacées, pour une partie, par les automotrices Z 22500 ; elles assurent jusqu'en 2003 la navette Bondy – Aulnay puis disparaissent du réseau Transilien Paris-Est. Toutefois, jusqu'en 2007, quelques machines continuent d'assurer des services de manœuvre de déplacement des voitures Corail ainsi que de certaines voitures de trains de nuit internationaux entre la gare de l'Est et le dépôt de l'Ourcq, situé à Pantin. Certains de leurs services sont repris par des BB 17000. Dans les principales régions où elles sont affectées, les commandes d'engins automoteurs pour le service TER et la commande massive de locomotives Alstom de nouvelle génération pour le fret vont confirmer leur déclin progressif malgré une fiabilité qui demeure remarquable au début des années 2000, avec seulement cinq incidents au million de kilomètres parcourus.
Malgré leur lent déclin, les BB 16500 connaissent un sursis au sein de l'activité TER dans les années 2000. Elles sont utilisées en couplages avec des rames réversibles régionales (RRR) et seules ces locomotives ainsi que les BB 17000 et BB 25500 peuvent remplir cette mission. C'est ainsi que pour l'exploitation du TER Métrolor, la région Lorraine, utilise plusieurs des BB 16500 de Thionville à partir de 2000.

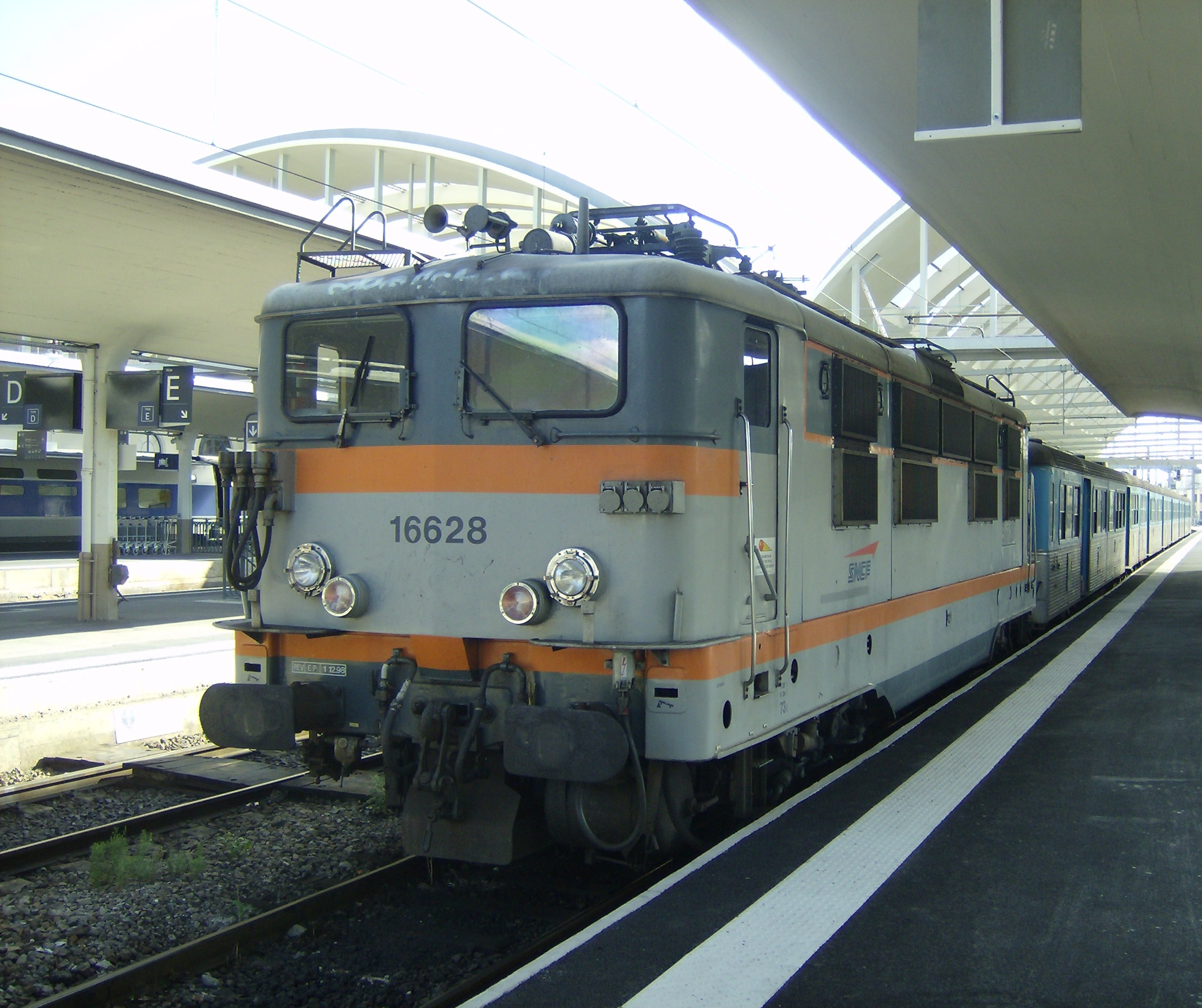
BB 16628 à Reims (2008).

L'amortissement de la série débute en 2001, et en 2004 ce sont déjà 111 locomotives qui ont disparu des effectifs. Les BB 16500 n'assurent plus dès lors la traction des trains de fret, reprise par les BB 27000. Le contingent restant (y compris des locomotives en livrée Fret qui conservent leurs couleurs, le logo TER remplaçant celui de Fret) est redéployé pour assurer des trains TER notamment dans les régions Nord-Pas-de-Calais, Picardie, Haute et Basse-Normandie, Champagne-Ardenne, Alsace et Île-de-France.
Le 17 octobre 2009, une tournée d'adieu est organisée en Lorraine pour marquer la fin de l'utilisation de ces locomotives. Le parcours effectué fut Thionville – Hagondange – Metz – Sarrebourg – Blainville - Damelevières – Nancy – Conflans-Jarny – Longuyon – Thionville. Durant ce parcours, le viaduc de Waville a été utilisé alors qu'il n'est pas accessible pour les trains voyageurs. La dernière BB 16500 quitte la région à la fin de l'année 2009.
En août 2010, l'utilisation de cette série s'est nettement réduite. Il ne reste que 15 machines encore en circulation, assurant les derniers services sur les TER Picardie et TER Nord-Pas-de-Calais. En septembre 2010, la vague de radiations fait disparaître 9 machines. La dernière motrice de la série (BB 16651) est radiée le 9 septembre 2011 au dépôt de Lens après avoir assuré son dernier train le 1er septembre précédent.

### Lignes desservies
- Paris-Nord – Beauvais
- Paris-Nord – Amiens
- Paris-Est – Château-Thierry – Châlons-sur-Marne[36]
- Paris-Est – Coulommiers
- Paris-Est – Meaux
- Paris-Est – Bondy – Gargan – Aulnay-sous-Bois
- Esbly – Crécy-la-Chapelle
- Apach – Thionville – Woippy (trains de fret)
- Nancy-Ville – Thionville
- Nancy-Ville – Lunéville
- Nancy-Ville – Épinal – Remiremont
- Nancy-Ville – Saint-Dié-des-Vosges
- Nancy-Ville – Bar-le-Duc
- Metz-Ville – Sarrebourg
- Sarrebourg – Strasbourg-Ville
- Strasbourg-Ville – Sélestat
- Strasbourg-Ville – Mulhouse-Ville
- Mulhouse-Ville – Altkirch – Belfort
- Lille-Flandres – Valenciennes
- Valenciennes – Aulnoye-Aymeries
- Valenciennes – Cambrai
- Sedan – Charleville-Mézières – Reims – Épernay
- Charleville-Mézières – Longwy
- Amiens – Creil
- Creil – Compiègne – Saint-Quentin – Busigny
- Arras – Dunkerque
- Lille-Flandres – Dunkerque
- Lille-Flandres – Arras
- Bâle CFF – Mulhouse-Ville
- Mulhouse-Ville – Dole-Ville
- Dole-Ville – Vallorbe et Frasne – Pontarlier
- Culmont - Chalindrey – Toul

### Dépôts titulaires
- Achères (novembre 1998 à 2006)
- La Chapelle (décembre 1958 à 2008)
- Dole (1963 à février 1968)
- Épernay (1981 à 2010), atelier directeur de la série
- Hellemmes (1958 à 1980), atelier directeur de la série
- Lens (1958 à 2011)
- Strasbourg (juillet 1958 à 2009)
- Thionville (1993 à 2010)
- La Villette (juin 1962 à 2003)

## Machines particulières
- La 16540 est transformée en BB 20004 de 1959 à 1969, prototype de locomotive « petite bicourant » (plus puissante sous courant alternatif que sous courant continu) ; elle circule alors sur les lignes de « l'Étoile de Savoie » qui rayonnent autour de La Roche-sur-Foron. Elle est remise au type à l'issue de sa campagne d'essais et retrouve son numéro initial[37].

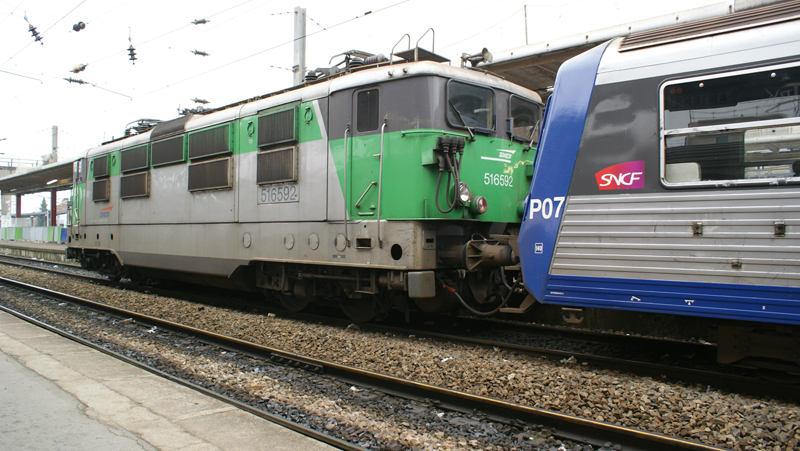
BB 16592 en tête d'une RRR en gare d'Amiens.

Les BB 16515, 16549, 16550, 16575 et 16592 furent pendant longtemps intégrées au centre de compositions, encadrées par deux rames inox omnibus (RIO). L'inconvénient de leur inconfort était ainsi contourné, les machines servant uniquement pour l'alimentation électrique, la propulsion moteur et l'effort traction, la conduite étant, quant à elle, assurée à partir des cabines des rames RIO. Ces « rames - dromadaires » sont mises en service sur les TER Picardie Paris - Beauvais en 1999, à la suite de l'électrification de la ligne. Les locomotives sont repeintes avec une livrée spécifique. Depuis 2007 l'exploitation en « rames - dromadaires » est abandonnée avec l'arrivée de matériel TER plus moderne sur l'axe Paris - Beauvais. Les locomotives et rames inox omnibus reprennent alors du service en configuration classique sur d'autres relations du TER Picardie.

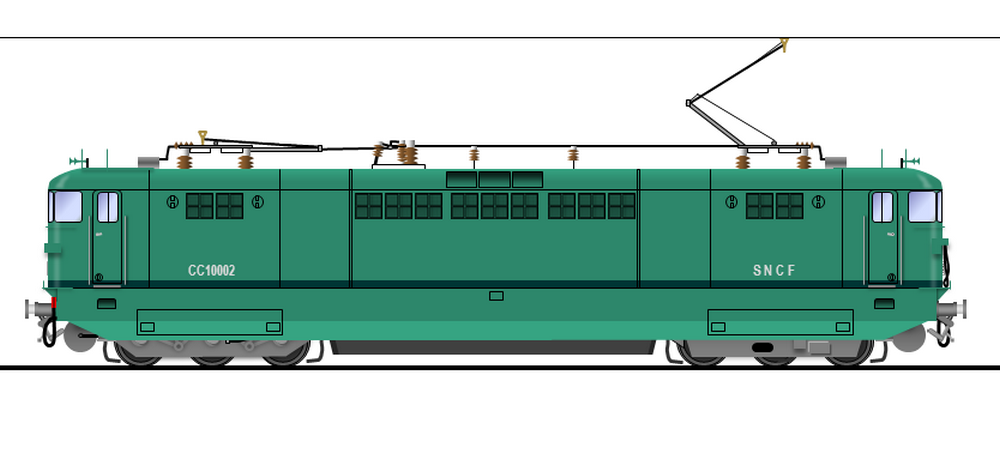
Silhouette de la CC 10002.

- La 16571 tire le train de Noël 1961 de l'ORTF entre Lille et Paris produisant alors une émission en direct alternant sketchs et chansons à bord et dans les gares de Lille Flandres, Arras et Paris Nord présentée par Jean Nohain à bord et Catherine Langeais à Paris.
- La 16655 est livrée directement en 1961 comme prototype CC 10002 destiné à la mise au point d'un bogie léger de type C monomoteur (trois essieux moteurs entraînés par l'unique moteur du bogie par un train d'engrenages), utilisé sur une série de locomotives Diesel-électriques finlandaises puis par la suite sur les CC 40100, CC 72000, CC 6500 et CC 21000 de la SNCF[38]. Elle est remise au type sous son numéro initial en 1970[27].
- La BB 16665 apparait au début du film Deux Hommes dans la ville, réalisé par José Giovanni en 1973.
- La BB 16564 est la seule et unique machine de la série à avoir conservé sa livrée verte d'origine typique des années 50 et 60, sans avoir jamais été repeinte en livrée Béton.

Prévue pour des essais d'attelage automatique, la BB 16700 est équipée à cet effet d'un châssis renforcé et allongé et de capots d'extrémités, qu'elle conserve jusqu'à sa mise à la ferraille en 2007.
- Entre 1988 et 1990, les BB 16780 à 16784 sont équipées d'un dispositif de multiplexage permettant de remorquer des trains de minerai de 3 700 t par trois locomotives réparties le long du convoi et commandées par l'engin de tête grâce à un câble qui transmet les informations. Le principe est par la suite modifié (1990-1993), les informations étant transmises d'une locomotive à l'autre par radio. L'expérience est renouvelée en 1998-1999 avec les BB 16781 et 16782 dans l'objectif de faire circuler des trains très longs (1 000 m) et très lourds (1 950 t). L'expérimentation ne débouche pas sur des réalisations concrètes et les locomotives retrouvent leur service habituel[13].

## Machines conservées

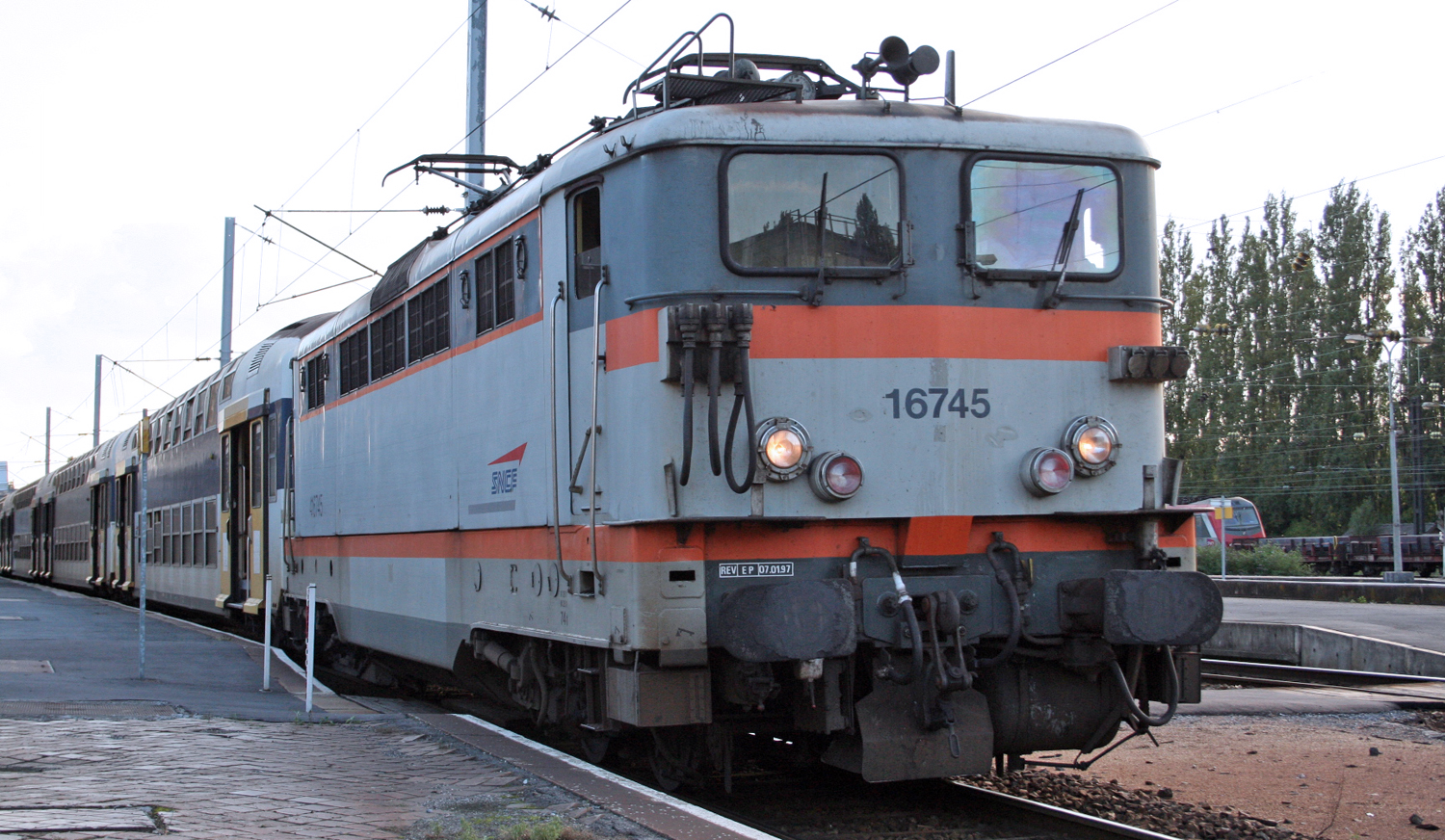
BB 16745, livrée béton, persiennes d'origine (Valenciennes, 2010).

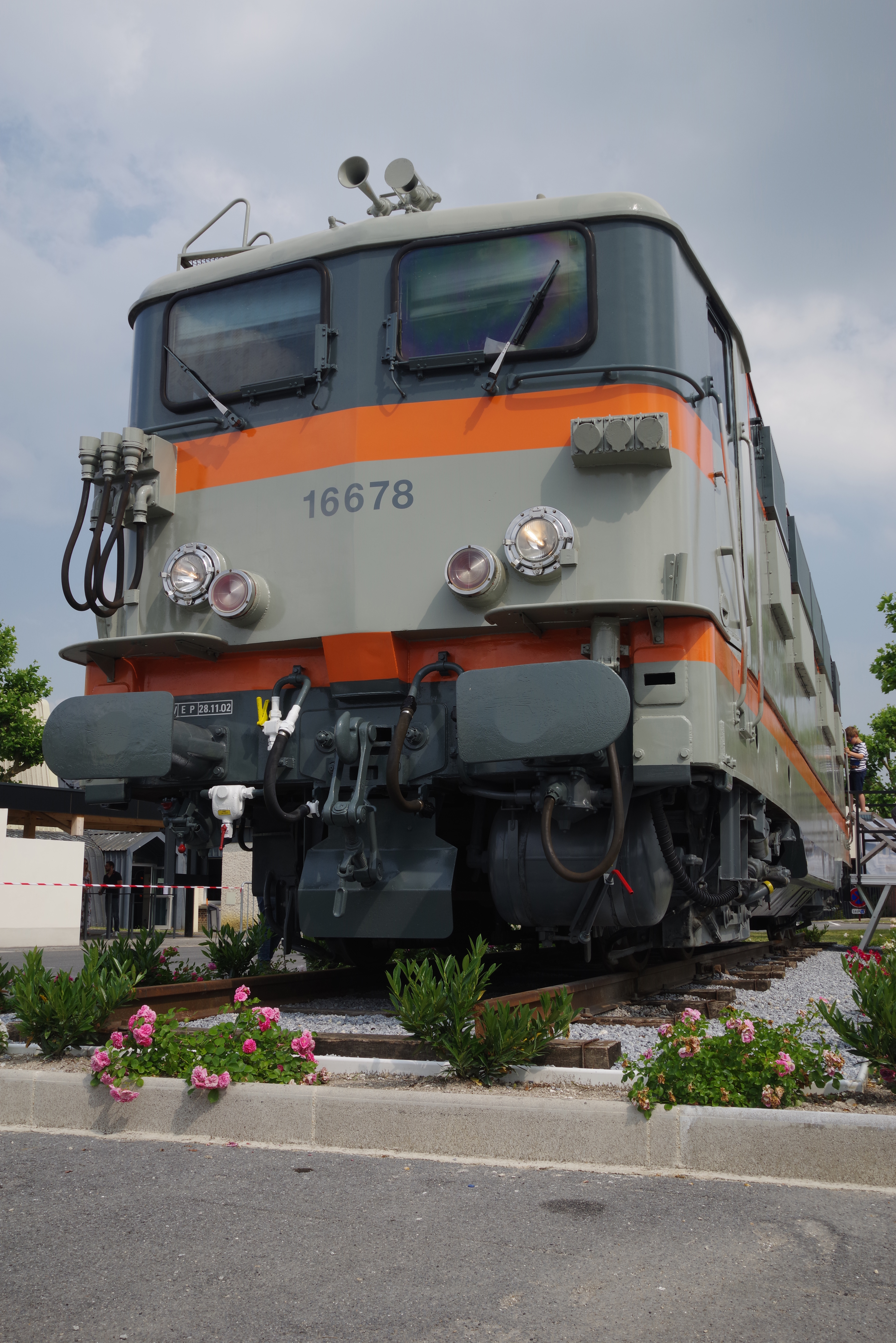
BB 16678 (Magenta, 9 juin 2018).

Trois locomotives sont intégralement préservées. Elles arborent toutes la livrée béton.
La BB 16506 est préservée par le Centre de la mine et du chemin de fer (CMCF), à Oignies (Pas-de-Calais) ; cette association a également sauvegardé une cabine de la BB 16517.
La BB 16745 précédemment garée dans la réserve de la Cité du train - Patrimoine SNCF de Mohon, confiée à l'association du « Centre de la Mine et du Chemin de Fer » de Oignies sous convention par la SNCF. Locomotive transférée le 16 avril 2024.
La BB 16678 est préservée par la commune de Magenta (Marne) où elle est exposée de façon permanente sur un tronçon de voie, installé place Roger-Pointurier,. Le week-end des 9 et 10 juin 2018, cette locomotive a été baptisée Magenta, alors qu'aucun engin de la série n'avait connu une telle cérémonie du temps de leur exploitation.

## Machines vendues à des tiers
Trois unités, les BB 16546, 612 et 654, dédiées à l'activité Fret SNCF, sont vendues aux chemins de fer roumains en 2008.

## Modélisme
Cette locomotive a été reproduite à l'échelle HO (ou échelle H0 suivant les publications) par :
- JEP (fin des années 1950) : BB 16501 en livrée vert bleuté foncé ;
- RMA (1963) ;
- Gégé (fin des années 1960) ;
- Troby (années 1970 ?) : BB 16505 en livrée vert bleuté foncé ;
- Jouef (1986) ;
- Vi-Trains (2008) BB 16749 en livrée béton ;
- LS Models (2009) a reproduit un exemplaire des BB 16500 dans chaque livrée, dont la BB 16789 en livrée Arzens.